# Wacław Korwel
Wacław Korwel (ur. 2 lipca 1914 w Juraciszkach, zm. 24 marca 1952 w Warszawie) – pilot Wojska Polskiego, żołnierz Polskich Sił Powietrznych, kawaler Virtuti Militari, ofiara komunistycznych represji.

## Życiorys
Syn Wincentego i Aleksandry Winiarskiej. W Juraciszkach ukońćzył szkołę powszechną i sześć klas gimnazjum. W 1931 r. rozpoczął naukę w Szkole Podoficerów Lotnictwa dla Małoletnich w Bydgoszczy. Szkołę ukończył w 1934 r. i rozpoczął służbę w 2 pułku lotniczego w Krakowie jako mechanik samolotowy. Po trzech latach służby zwolnił się z wojska i został zatrudniony jako brygadzista w Aeroklubie Krakowskim, gdzie ukończył kurs szybowcowy.
Tuż przed wybuchem II wojny światowej został zmobilizowany i jako mechanik przydzielony do 3 plutonu łącznikowego. W kampanii wrześniowej został przeszkolony w pilotażu RWD-8. 17 września po ataku Związku Radzieckiego na Polskę ewakuował się do Rumunii, skąd przedostał się do Francji a następnie do Wielkiej Brytanii. Za udział w kampanii wrześniowej został odznaczony Brązowym Krzyż Zasługi z Mieczami
Po przybyciu do Wielkiej Brytanii zgłosił się na przeszkolenie pilotażowe. 19 lipca 1941 r. rozpoczął szkolenie w 25 (Polish) Elementary Flying Training School (EFTS) w Hucknall, od 7 września latał w 16 (Polish) Service Flying Training School w Newton. W styczniu 1942 r. ukończył szkolenie i otrzymał przydział do 7 Anti Aircraft Cooperation Unit w Castle Bromwich. 5 maja 1942 r. został przeniesiony do 58 Operational Training Unit (OTU) w Grangemouth na kurs myśliwski, 6 lipca otrzymał przydział do 308 dywizjonu.
16 sierpnia 1943 r. podczas walki powietrznej nad południową Francją został ranny ale zdołał powrócić do Anglii i lądować przymusowo w rejonie Brighton. Odniósł obrażenia, które spowodowały amputację trzech palców lewej ręki. Uszkodzenia dłoni wymagały przeprowadzenia operacji plastycznych, dzięki którym dołączył do "The Guinea Pig Club". Do służby w 308 dywizjonie powrócił w październiku 1943 r. 14 stycznia 1944 r. w rejonie Saint-Omer uszkodził Focke-Wulfa Fw 190. 
10 sierpnia 1944 r. w rejonie rzeki Vire odniósł pewne zwycięstwo nad dwoma Messerschmittami Bf 109. Turę lotów bojowych zakończył 8 grudnia 1944 r. i został skierowany na odpoczynek do Blackpool. 6 stycznia 1945 r. został skierowany na kurs w szkole podchorążych w Szkocji, który ukończył 28 sierpnia 1945 r. Następnie powrócił do służby w 308 dywizjonie i służył w nim do rozformowania 18 grudnia 1946 r. Służbę zakończył w stopniu chorążego, w czasie II wojny światowej wykonał 154 loty bojowe i 21 lotów operacyjnych. Na liście Bajana został sklasyfikowany na 155. pozycji.
Po demobilizacji w 1947 r. zdecydował się na powrót do Polski. Zamieszkał w Warszawie i rozpoczął pracę w zakładach lotniczych na Okęciu. Jako były żołnierz Polskich Sił Powietrznych znalazł się w zainteresowaniu kontrwywiadowczym Urzędu Bezpieczeństwa. Został aresztowany i skazany w procesie pokazowym na karę śmierci. Wyrok wykonano 24 marca 1952 r. Miejsce jego pochówku ciągle pozostaje nieznane.

## Ordery i odznaczenia
Za swą służbę otrzymał odznaczenia:
- Krzyż Srebrny Virtuti Militari (nr 8457),
- Krzyż Walecznych – dwukrotnie,
- Brązowy Krzyż Zasługi z Mieczami[5],
- Medal Lotniczy,
- Polowy Znak Pilota (nr 1333),
- Odznaka Honorowa za Rany i Kontuzje,
- Distinguished Flying Medal.